# Гаель Монфіс
Гаель Монфіс (фр. Gaël Monfils, МФА: [ɡaɛl mɔ̃ˈfis] , 1 вересня 1986) — французький тенісист карибського походження.

## Біографія

### Раннє життя
Гаель почав виступати в юніорських змаганнях міжнародного рівня у 2002 у віці 15 років на турнірі 4 класу в Швеції. На юнацькому рівні він виграв три з чотирьох турнірів великого шолома 2004 року: Відкритий чемпіонат Австралії, відкритий чемпіонат Франції та Вімблдонський турнір. У тому ж, 2004 році, він став професіоналом. Під час цієї юніорської кар'єри він склав рекорд перемог і поразок в одиночному розряді 83–22, досягнувши № 1 у світовому рейтингу серед юніорів у лютому 2004 року. Протягом того ж року він виграв титули в одиночному розряді серед хлопців на Australian Open. , Відкритий чемпіонат Франції та Вімблдон.  Він також був коронований чемпіоном світу серед молоді міжнародної федерації тенісу . Його серія перемог на юніорських турнірах Великого шолома обірвалась на Відкритому чемпіонаті США поразкою у третьому раунді від Віктора Троїцького .
Найбільшим успіхом Монфіса в турнірах великого шолома серед дорослих був вихід у півфінали Роллан-Гарроса в 2008 та Відкритого чемпіонату США в 2016 роках. У рейтингу ATP він підіймався у чільну десятку.
Гаель — талановитий тенісист, але на думку Матса Віландера, він надто старається розважити публіку, що заважає йому досягти більшого.

## Родина
Його батько, Рюфен, колишній футболіст із острова Гваделупи, а мати, Сільветт, із Мартиніки, за професією медсестра.
У 2018 році почав зустрічатися з українською тенісисткою Еліною Світоліною; про свої стосунки вони розповідали на сторінці Instagram, яка має понад 120 тисяч підписників.
20 лютого 2021 року пара оголосила про розрив стосунків, але через два місяці — 3 квітня 2021 року — Еліна Світоліна та Гаель Монфіс повідомили у соціальних мережах про свої заручини.
16 липня 2021 року Гаель одружився з українською тенісисткою Еліною Світоліною, з якою зустрічався з 2019 року. 15 жовтня 2022 року у пари народилася дочка.

## Фінали турнірів ATP

### Одиночний розряд: 35 (13 титулів, 22 поразки)
| Легенда                      |
| ---------------------------- |
| Турніри Великого шлему (0–0) |
| Фінал ATP (0–0)              |
| Тур ATP Мастерс 1000 (0–3)   |
| Тур ATP 500 (3–5)            |
| Тур ATP 250 (10–14)          |

| Фінали за покриттям |
| ------------------- |
| Тверде (12–15)      |
| Ґрунт (1–5)         |
| Трава (0–1)         |
| Килим (0–1)         |

| Фінали за умовами |
| ----------------- |
| Під небом (5–12)  |
| У залі (8–10)     |

| Результат | В-П   | Дата     | Турнір                                    | Tier          | Покриття   | Опонент                 | Рахунок                 |
| --------- | ----- | -------- | ----------------------------------------- | ------------- | ---------- | ----------------------- | ----------------------- |
| Перемога  | 1–0   | Сер 2005 | Orange Warsaw Open, Польща                | International | Ґрунт      | Флоріан Маєр (тенісист) | 7–6(8–6), 4–6, 7–5      |
| Поразка   | 1–1   | Жов 2005 | Moselle Open, Франція                     | International | Тверде (i) | Іван Любичич            | 6–7(7–9), 0–6           |
| Поразка   | 1–2   | Жов 2005 | Open Sud de France, Франція               | International | Килим (i)  | Енді Роддік             | 3–6, 2–6                |
| Поразка   | 1–3   | Січ 2006 | Qatar ExxonMobil Open, Катар              | International | Тверде     | Роджер Федерер          | 3–6, 6–7(5–7)           |
| Поразка   | 1–4   | Тра 2007 | Pörtschach Open, Австрія                  | International | Ґрунт      | Хуан Монако             | 6–7(3–7), 0–6           |
| Поразка   | 1–5   | Жов 2008 | Vienna Open, Австрія                      | Intl. Gold    | Тверде (i) | Філіпп Пецшнер          | 4–6, 4–6                |
| Поразка   | 1–6   | Лют 2009 | Abierto Mexicano TELCEL, Мексика          | ATP 500       | Ґрунт      | Ніколас Альмагро        | 4–6, 4–6                |
| Перемога  | 2–6   | Вер 2009 | Open de Moselle, Франція                  | ATP 250       | Тверде (i) | Філіпп Кольшрайбер      | 7–6(7–1), 3–6, 6–2      |
| Поразка   | 2–7   | Лис 2009 | Мастерс Париж, Франція                    | Masters 1000  | Тверде (i) | Новак Джокович          | 2–6, 7–5, 6–7(3–7)      |
| Поразка   | 2–8   | Лип 2010 | Stuttgart Open, Німеччина                 | ATP 250       | Ґрунт      | Альберт Монтаньєс       | 2–6, 2–1 ret.           |
| Поразка   | 2–9   | Жов 2010 | Japan Open, Японія                        | ATP 500       | Тверде     | Рафаель Надаль          | 1–6, 5–7                |
| Перемога  | 3–9   | Жов 2010 | Open Sud de France, Франція               | ATP 250       | Тверде (i) | Іван Любичич            | 6–2, 5–7, 6–1           |
| Поразка   | 3–10  | Лис 2010 | Paris Masters, Франція                    | Masters 1000  | Тверде (i) | Робін Содерлінг         | 1–6, 6–7(1–7)           |
| Поразка   | 3–11  | Сер 2011 | Washington Open, США                      | ATP 500       | Тверде     | Радек Штепанек          | 4–6, 4–6                |
| Перемога  | 4–11  | Жов 2011 | Stockholm Open, Швеція                    | ATP 250       | Тверде (i) | Яркко Ніємінен          | 7–5, 3–6, 6–2           |
| Поразка   | 4–12  | Січ 2012 | Катар Open, Катар                         | ATP 250       | Тверде     | Жо-Вілфрід Тсонга       | 5–7, 3–6                |
| Поразка   | 4–13  | Лют 2012 | Open Sud de Франція, Франція              | ATP 250       | Тверде (i) | Томаш Бердих            | 2–6, 6–4, 3–6           |
| Поразка   | 4–14  | Тра 2013 | Open de Nice Côte d'Azur, Франція         | ATP 250       | Ґрунт      | Альберт Монтаньєс       | 0–6, 6–7(3–7)           |
| Поразка   | 4–15  | Сер 2013 | Winston-Salem Open, США                   | ATP 250       | Тверде     | Юрген Мельцер           | 3–6, 1–2 ret.           |
| Поразка   | 4–16  | Січ 2014 | Катар Open, Катар                         | ATP 250       | Тверде     | Рафаель Надаль          | 1–6, 7–6(7–5), 2–6      |
| Перемога  | 5–16  | Лют 2014 | Open Sud de Франція, Франція (2)          | ATP 250       | Тверде (i) | Рішар Гаске             | 6–4, 6–4                |
| Поразка   | 5–17  | Лют 2015 | Open 13, Франція                          | ATP 250       | Тверде (i) | Жиль Сімон              | 4–6, 6–1, 6–7(4–7)      |
| Поразка   | 5–18  | Лют 2016 | Rotterdam Open, Нідерланди                | ATP 500       | Тверде (i) | Мартін Кліжан           | 7–6(7–1), 3–6, 1–6      |
| Поразка   | 5–19  | Кві 2016 | Мастерс Монте-Карло, Франція              | Masters 1000  | Ґрунт      | Рафаель Надаль          | 5–7, 7–5, 0–6           |
| Перемога  | 6–19  | Лип 2016 | Washington Open, США                      | ATP 500       | Тверде     | Іво Карлович            | 5–7, 7–6(8–6), 6–4      |
| Поразка   | 6–20  | Лип 2017 | Eastbourne International, Велика Британія | ATP 250       | Трава      | Новак Джокович          | 3–6, 4–6                |
| Перемога  | 7–20  | Січ 2018 | Катар Open, Катар                         | ATP 250       | Тверде     | Андрій Рубльов          | 6–2, 6–3                |
| Поразка   | 7–21  | Жов 2018 | European Open, Бельгія                    | ATP 250       | Тверде (i) | Кайл Едмунд             | 6–3, 6–7(2–7), 6–7(4–7) |
| Перемога  | 8–21  | Лют 2019 | Rotterdam Open, Нідерланди                | ATP 500       | Тверде (i) | Стен Вавринка           | 6–3, 1–6, 6–2           |
| Перемога  | 9–21  | Лют 2020 | Open Sud de Франція, Франція (3)          | ATP 250       | Тверде (i) | Вашек Поспішил          | 7–5, 6–3                |
| Перемога  | 10–21 | Лют 2020 | Rotterdam Open, Нідерланди (2)            | ATP 500       | Тверде (i) | Фелікс Оже-Аліассім     | 6–2, 6–4                |
| Поразка   | 10–22 | Жов 2021 | Sofia Open, Болгарія                      | ATP 250       | Тверде (i) | Яннік Сіннер            | 3–6, 4–6                |
| Перемога  | 11–22 | Січ 2022 | Adelaide International, Австралія         | ATP 250       | Тверде     | Карен Хачанов           | 6–4, 6–4                |
| Перемога  | 12–22 | Жов 2023 | Stockholm Open, Швеція (2)                | ATP 250       | Тверде (i) | Pavel Kotov             | 4–6, 7–6(8–6), 6–3      |
| Перемога  | 13–22 | Січ 2025 | ATP Auckland Open, Нова Зеландія          | ATP 250       | Тверде     | Зізу Берґс              | 6–3, 6–4                |